# Каслас, Димитриос
Дими́триос Касла́с (греч. Δημήτριος Κασλάς; 1901, Пури, Пелион — 29 декабря 1966, Афины — греческий бригадный генерал, участник Второй мировой войны. Будучи майором и командиром ΙΙ/5 пехотного батальона, прославился обороной высоты «731» в Албании, получившей в историографии имя «Новые Фермопилы».

## Биография

### Молодость
Димитриос Каслас, он же Казилас (Καζήλας), родился в 1901 году в селе Пури на горе Пелион.
В возрасте 15 лет перебрался в близлежащий город Волос. Работая в пекарне, а затем в таверне, закончил вечернюю Торговую школу Волоса.

### Военная карьера
Военная карьера Димитриса началась 24 июня 1920 года, когда он вступил в 1-ю пехотную дивизию в городе Лариса.
Из Ι пехотной дивизии был переведен 1 августа 1920 года в малоазийскую Смирну, находившуюся с 1919 года под греческим контролем (ΙΙ дивизия Смирны).
В октябре того же года был переведен в «Батальон безопасности Смирны».
1 января 1922 году получил звание капрала.
В январе 1922 года принял участие в экзаменах, для перехода в офицерский корпус. Из 1200 кандидатов прошли 225. Каслас получил 97 место и был включён в отряд офицеров — резервистов Афьонкарахисара.
После чего Каслас получил звание сержанта резерва.
10 августа 1922 года, после прорыва фронта кемалистами, попал в плен. Оставался пленным до апреля 1923 года.
После возвращения из плена, 3 июня 1923 года, в возрасте 22 лет, получил звание младшего лейтенанта резерва.
18 марта 1924 года вступил в ряды «постоянных» офицеров армии, в звании прапорщика, а 3 июля 1925 года был повышен в звание младшего лейтенанта.
В феврале 1926 года Димитриос Каслас служил в 42 полку эвзонов, а с апреля 1928 года в ΧΙ пограничном секторе.
В октябре 1929 года он служил в 13-м пехотном полку, а с августа 1930 года вновь в 42 полку эвзонов.
24 июня 1931 года был повышен в звание лейтенанта.
Тремя годами позже, 9 ноября 1934 года, получил звание капитана.
С 1 апреля 1936 года Каслас служил во 2-м пехотном полку, а двумя годами позже, с 11 апреля 1938 года служил в 5-м пехотном полку в городе Трикала.

### Новые Фермопилы — Высота «731»
С началом греко-итальянской войны 28 октября 1940 года, греческая армия отразила нападение итальянцев и перенесла военные действия на территорию Албании.
Война застала Касласа в 5-м пехотном полку Трикала, в звании капитана и командира ΙΙ/5 батальона.
За проявленное мужество на поле боя 22 декабря 1940 года он получил звание майора.
Вершиной славной истории батальона стало участие в отражении итальянского весеннего наступления в присутствии самого Муссолини с 9-25 марта 1941 года.
Высота «731», которую защищал ΙΙ/5 батальон, стала одним из эпицентров итальянского наступления.
Высота непрерывно подвергалась артиллерийскому обстрелу. Итальянцы 18 раз атаковали высоту и откатывались назад
Потери итальянцев в этих атаках были настолько большими, что впоследствии они назвали высоту «Священной зоной» и воздвигли на высоте свой главный памятник погибшим в итало-греческой войне.
О высоте «731»  и боях с 9 по 24 марта писали и греческие и иностранные военные историки, высказывая своё восхищение.
Солдаты назвали этот холм «Голгофа», поскольку с началом боёв холм был покрыт лесом, в конце боёв холм остался лысым и он стал ниже на 5 метров.
Новейшая история именует этот бой «Новые Фермопилы». В греческой армии был написан военный марш посвящённый обороне высоты «731».
Как память об обороне этой высоты, на одной из мраморных плит, окружающих Памятник Неизвестному солдату в Афинах, выбит номер «731».

### Сопротивление
Неудачное весеннее наступление итальянской армии, одним из самых значительных событий которого стало сражение за высоту «731», а также вырисовывавшаяся опасность занятия греческой армией порта Авлона, вынудили вмешаться Гитлеровскую Германию.
Немецкое вторжение, из союзной немцам Болгарии, началось 6 апреля 1941 года. Немцы не смогли сходу прорвать линию греческой обороны на греко-болгарской границе, но прошли к македонской столице, городу Фессалоники, через территорию Югославии. Группа дивизий Восточной Македонии была отсечена от основных сил греческой армии, сражавшихся против итальянцев в Албании.
Немецкие войска вышли в тыл греческой армии в Албании. В командовании армии в Албании стали преобладать сторонники «почётной капитуляции», от имени которых генерал Цолакоглу подписал 23 апреля 1941 года, в нарушение приказа главнокомандующего, акт о капитуляции греческих войск. Впоследствии Цолакоглу стал первым премьер-министром марионеточного правительства оккупированной Греции (1941—1942).
Каслас был переведён в город Волос 2 мая 1941 года.
В годы тройной, германо-итало-болгарской, оккупации, Каслас не остался служить правительству квислингов.
Первоначально он примкнул к организации ЭДЕС. Поощряемая англичанами и при их финансовой поддержке, ЭДЕС стала посылать отряды в регионы, где уже давно действовали отряды организованной коммунистами Народно-освободительной армии Греции (ЭЛАС). Отряд ЭДЕС, в котором состоял Каслас, был разоружён силами ЭЛАС в регионе Фарсала и его участникам было предложено вступить в ЭЛАС. Каслас принял предложение и был назначен командиром 52-го пехотного полка ЭЛАС.
52-й полк успешно действовал в регионе Ламия — Карпениси — Кардица.

### Декабрьские события 1944 года и ссылка
30 ноября 1944 года 52-й полк получил приказ направиться в Аттику, где назревало столконовение между силами ЭЛАС и британскими войсками их греческими союзниками.
Когда начались декабрьские бои, 52 полк находился в Фили в 14 км к северо-западу от центра Афин.
Полк выстоял в бою с британскими танками.
После Варкизского соглашения, в числе тысяч офицеров сотрудничавших с ЭЛАС, майор Димитрис Каслас был сослан в период с 1945 по 1948 годы на острова Серифос — Икария — Санторин, после чего в 1948 году был демобилизован, но как герой греко-итальянской войны повышен в звание подполковника.
Весь этот период Каслас оставался приверженцем Коммунистической партии Греции.

### Последние годы
После своего освобождения и демобилизации Каслас работал на всевозможных работах.
Умер 22 февраля 1966 года от инсульта.
После официального признания Национального Сопротивления в 1985 году Димитриос Каслас, посмертно, был повышен в звание бригадного генерала.

## Награды
Димитриос Каслас был награждён: греческим Крестом мужества, Греческим военным крестом 3-й степени, серебряным крестом Ордена Спасителя, Орденом за военные заслуги 4-й степени.

## Архив Касласа
Архив «Димитриос Г. Каслас» был создан после обработки и архивирования материалов оставленных Касласом.
Бо́льшая часть архива посвящена деятельности ΙΙ батальона 5-й пехотной дивизии, который защищал высоту «731».
Архив освещает также первые годы жизни Касласа, его участие в малоазийском походе, в партизанской армии ЭЛАС, последовавшие гонения и последние годы его жизни.